# Vzorkovna vitráží v Okrouhlé
Vzorkovna vitráží z někdejší místní Meltzerovy dílny na výrobu chrámových oken, která má podobu gotické věže, se nachází na území obce Okrouhlá u Nového Boru v okrese Česká Lípa v Libereckém kraji. Dlouhodobě chátrající objekt je zapsán v Ústředním seznamu kulturních památek České republiky pod číslem 40033/5-3190.

## Historie
Vznik neobvyklé vzorkovny vitráží bezprostředně souvisí se staletými tradicemi sklářské výroby na Novoborsku, kterou tento region proslul i v širším evropském měřítku. Jedním z úspěšných sklářských podnikatelů na Novoborsku byl Karel (Carl) Meltzer, který od roku 1888 provozoval ve Skalici u České Lípy první dílnu pro uměleckou výrobu chrámových oken v Českých zemích. Nejstarší výrobky z této dílny lze spatřit ve farních kostelech ve Skalici a v Novém Boru. Největší zakázku dostala firma od pivovaru v Plzni, který objednal pro plzeňský chrám vitrážové okno s vyobrazením korunovace Panny Marie a apoštolů u Ježíšova hrobu.
V roce 1893 nechal Karel Meltzer na osamoceném místě poblíž železniční trati České severní dráhy z České Lípy do Nového Boru vybudovat pro svou produkci zvláštní vzorkovnu. Vzorkovna, která má v Okrouhlé číslo popisné 84, bezprostředně sousedila s výrobní dílnou (Okrouhlá čp. 93). V roce 1900 Karel Meltzer přestěhoval svou dílnu do Žitavy, vzorkovna pak sloužila svému účelu až do roku 1907, kdy podnikatel zemřel. Budovy v Okrouhlé vlastnila firma Meltzer & Tschernich až do roku 1945. Po druhé světové válce započalo postupné chátrání objektu, zejména od 60. let, kdy budovu převzal národní podnik Crystalex. Devastace pokračovala i po roce 2000, kdy bývalou vzorkovnu získal soukromý vlastník.

## Popis stavby
Šestiboká stavba z pískovcových kvádrů stojí mimo souvislou zástavbu při východním okraji cesty ze Skalice do Okrouhlé na území posledně zmíněné obce, avšak již na samé hranici katastrálního území Skalice u České Lípy. Vzorkovna, která má podobu 24 metrů vysoké gotické kaple či věže, je vybudována v novogotickém (pseudogotickém) slohu a je považována za stavební unikát celorepublikového významu. Vnitřní prostory vzorkovny bývaly upraveny jako zimní zahrada s vodotryskem.
Mezi okny, dnes již většinou rozbitými, bývalo na fasádě umístěno šest alegorických soch, krytých ozdobnými baldachýny. Šamotové sochy byly zhotoveny firmou E. March Söhne, která sídlila v berlínské čtvrti Charlottenburg. Sochy, které prostřednictvím svých atributů znázorňovaly Umění, Vědu, Obchod, Průmysl a bohyně Floru a Ceres, byly v nedávné době s ohledem na stav budovy sejmuty a deponovány mimo objekt.
V záznamech památkového katalogu NPÚ je v zápisu ze dne 14. ledna 2014 konstatován havarijní stav objektu a kritický stav skleněných výplní oken, respektive jejich torz. K nápravě nevedla ani skutečnost, že orgánem památkové péče Městského úřadu v Novém Boru byla majiteli památkově chráněného objektu udělena pokuta ve výši 50 000 Kč.

## Přístup
Opravovaná památka stojí asi 100 metrů severozápadně od železniční tratě Bakov nad Jizerou – Jedlová u místní komunikace, po níž vede cyklotrasa č. 3054 do Okrouhlé a dále pak přes Polevsko do Lužických hor.